# Pã
Na religião e mitologia grega antiga, Pã (em grego clássico: Πάν; romaniz.: Pán) é o deus da natureza, dos pastores e dos rebanhos, da música rústica e do improviso, e companheiro das ninfas. Ele tem a parte traseira, as pernas e os chifres de um bode, da mesma forma que um fauno ou sátiro. Com sua terra natal na rústica Arcádia, ele também é reconhecido como o deus dos campos, bosques, vales arborizados e frequentemente associado ao sexo; por isso, Pã está conectado à fertilidade e à estação da primavera.
Na religião e na mitologia romanas, Pã era frequentemente identificado com Fauno, um deus da natureza que era o pai de Bona Dea, às vezes identificada como Fauna; ele também era intimamente associado a Silvano, devido às suas relações semelhantes com as florestas, e Ínuo, uma divindade vagamente definida, às vezes também identificada com Fauno. Nos séculos XVIII e XIX, Pã se tornou uma figura significativa no movimento romântico da Europa Ocidental e também no movimento neopagão do século XX.

## Origens
Muitos estudiosos modernos consideram que Pã é derivado do deus protoindo-europeu reconstruído *Péh₂usōn, que eles acreditam ter sido uma importante divindade pastoral (*Péh₂usōn compartilha uma origem com a palavra inglesa moderna "pasture"). Acredita-se que o deus psicopompo rigvédico Pushan (do PIE grau zero *Ph₂usōn) seja um cognato de Pã. A conexão entre Pã e Pushan, ambos associados a cabras, foi identificada pela primeira vez em 1924 pelo estudioso alemão Hermann Collitz. A forma familiar do nome Pã é uma contração do antigo Πάων, derivado da raiz *peh₂- (guardar, vigiar). De acordo com Edwin L. Brown, o nome Pan é provavelmente um cognato da palavra grega ὀπάων, "companheiro".
Em sua primeira aparição na literatura, na Ode Pítia iii. 78 de Píndaro, Pã é associado a uma deusa-mãe, talvez Reia ou Cibele; Píndaro se refere às donzelas adorando Cibele e Pã perto da casa do poeta na Beócia.

## Adoração
O culto a Pã começou na Arcádia, que sempre foi o principal local de seu culto. Arcádia era um distrito habitado por povos montanheses, culturalmente separados dos demais gregos. Os caçadores da Arcádia costumavam açoitar a estátua do deus caso se decepcionassem na caçada.
Sendo um deus rústico, Pã não era adorado em templos ou outras construções, mas sim em ambientes naturais, geralmente cavernas ou grutas, como a que fica na encosta norte da Acrópole de Atenas. Estas são frequentemente chamadas de Caverna de Pã. Embora houvesse exceções como o Santuário de Pã no desfiladeiro do rio Neda, no sudoeste do Peloponeso, cujas ruínas sobrevivem até hoje, e o Templo de Pã em Apolonópolis Magna, no antigo Egito No século IV a.C., Pã foi retratado na moeda de Pantikapaion. e o santuário no monte Homole na Tessália. No século IV a.C., Pã foi retratado na moeda de Pantikapaion.

Arqueólogos, ao escavar uma igreja bizantina de cerca de 400 d.C. em Banias, descobriram nas paredes da igreja um altar do deus Pã com uma inscrição grega, datada do século II ou III d.C. A inscrição diz: "Ateneon, filho de Sosípatro de Antioquia, está dedicando o altar ao deus Pã Héliopolitano. Ele construiu o altar com seu próprio dinheiro, em cumprimento a um voto que fez."
Nos cultos de mistério da era helenística altamente sincrética, Pã é identificado com Fanes/Protógono, Zeus, Dioniso e Eros.

### Epítetos

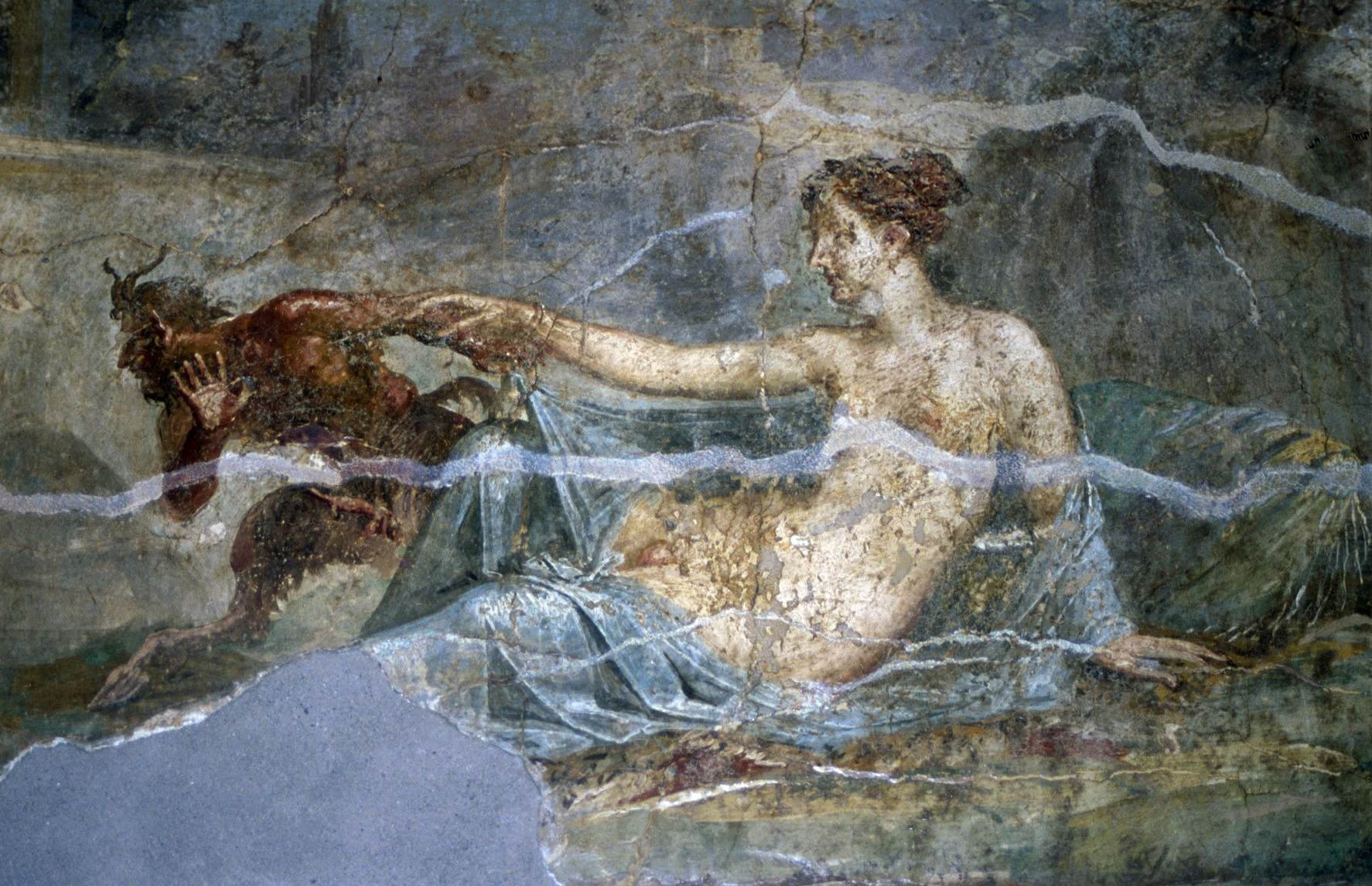
Antigo afresco romano de Pã e Hermafrodito da Casa dos Dioscuros em Pompeia, agora no Museu Arqueológico Nacional, Nápoles

- Aegocerus (em grego clássico: Αἰγόκερως; romaniz.: Aigókerōs – trad.: “com chifres de bode”) era um epíteto de Pã descritivo de sua figura com chifres de bode.[24]
- Lyterius (em grego clássico: Λυτήριος), que significa Libertador. Havia um santuário em Trezena, e ele tinha esse epíteto porque acreditava-se que, durante uma peste, ele havia revelado em sonhos o remédio adequado contra a doença.[25]
- Maenalius (em grego clássico: Μαινάλιος) ou Maenalides (em grego clássico: Μαιναλιδης), derivado do monte Mênalo, que era sagrado para o deus.[26]

## Parentesco

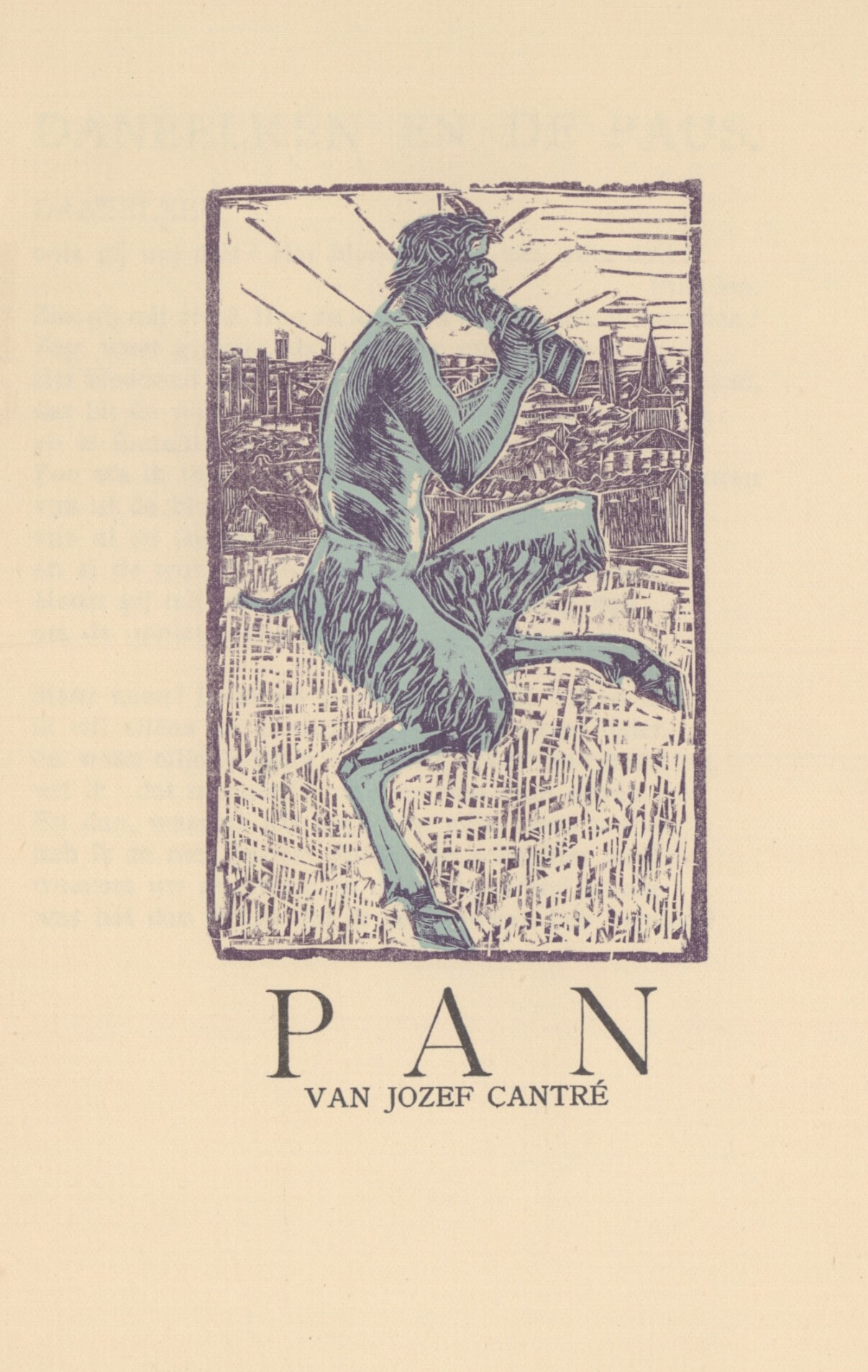
Pã ilustrado na revista flamenga Regenboog. Rascunho para a xilogravura Pan de Jozef Cantré. Publicado em 1918.

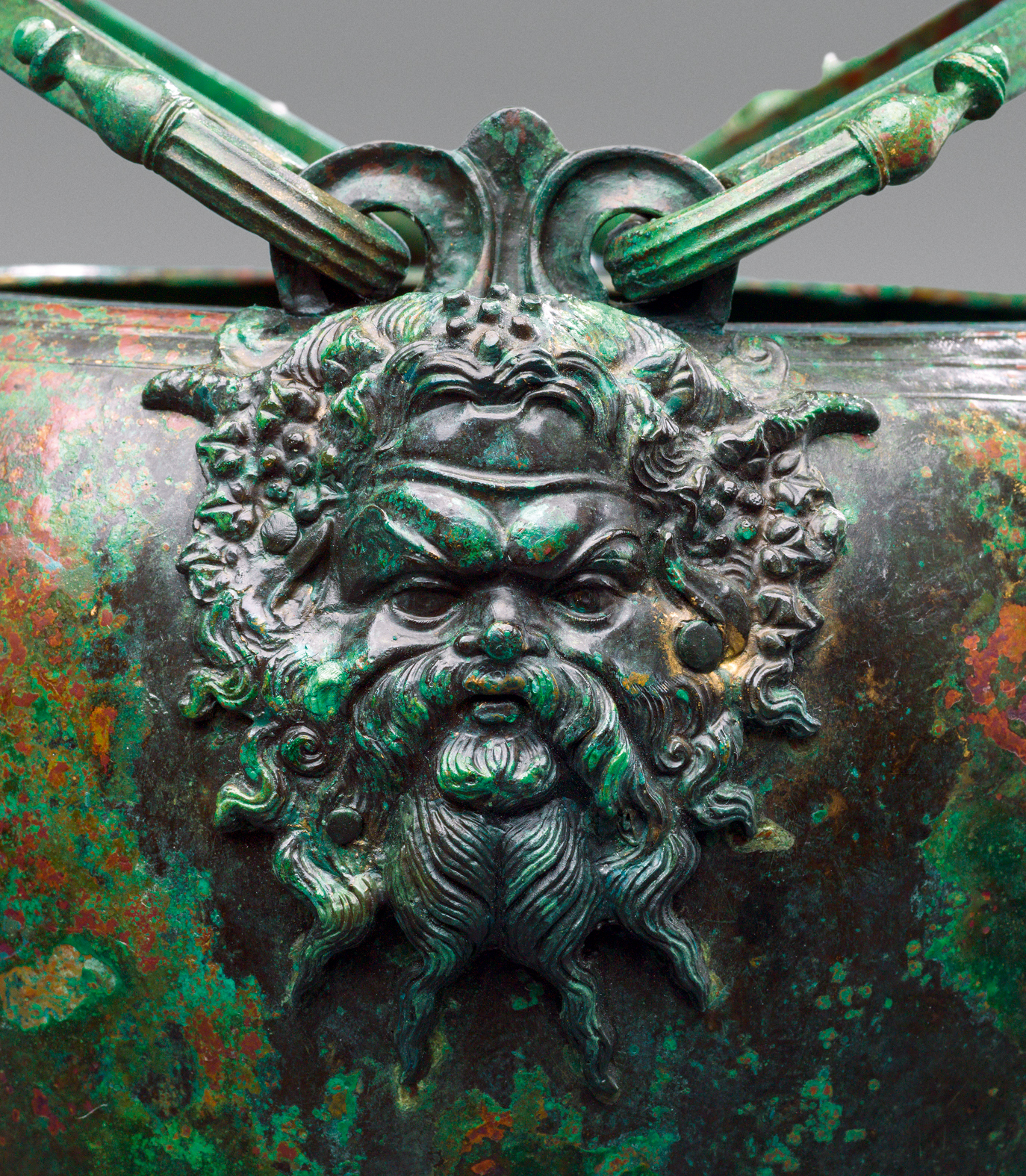
Máscara do deus Pã, detalhe de uma estaminoide de bronze em sítula, 340–320 a.C., parte da Vassil Bojkov Collection, Sófia, Bulgária

Vários parentescos diferentes são dados a Pã por diferentes autores. De acordo com o Hino Homérico a Pã, ele é filho de Hermes e uma filha (sem nome) de Dríope. Vários autores afirmam que Pã é filho de Hermes e "Penélope", aparentemente Penélope, a esposa de Odisseu: de acordo com Heródoto, esta era a versão em que os gregos acreditavam, e fontes posteriores como Cícero e Higino chamam Pã de filho de Mercúrio e Penélope. Em algumas fontes antigas como Píndaro (c. 518 – c. 438 a.C.) e Hecateu (c. 550 – c. 476 a.C.), ele é chamado de filho de Penélope por Apolo. Apolodoro registra duas divindades distintas chamadas Pã; uma que era filho de Hermes e Penélope, e a outra que tinha Zeus e uma ninfa chamada Híbrida como pais, e era o mentor de Apolo. Pausânias registra a história de que Penélope havia de fato sido infiel ao marido, que a baniu para Mantineia ao retornar. Outras fontes (Duris de Samos; o comentarista virgiliano Sérvio) relatam que Penélope dormiu com todos os 108 pretendentes na ausência de Odisseu e deu à luz Pã como resultado. Este mito reflete a etimologia popular que iguala o nome de Pã (Πάν) à palavra grega para "tudo" (πᾶν). De acordo com o Dictionary of Greek and Roman Biography and Mythology de Smith, Apolodoro tem seus pais como Hermes e Eneias, enquanto os escólios de Teócrito têm Éter e Eneias.
Como outros espíritos da natureza, Pã parece ser mais velho que os Olimpianos, se for verdade que ele deu a Ártemis seus cães de caça e ensinou o segredo da profecia a Apolo. Pã pode ser multiplicado como os Pãs (Burkert 1985, III.3.2; Ruck and Staples, 1994, p. 132) ou os Paniskoi. Kerenyi (p. 174) observa em escólio que Ésquilo em Rhesus distinguiu entre dois Pãs, um filho de Zeus e gêmeo de Arcas, e um filho de Cronos. "Na comitiva de Dioniso, ou em representações de paisagens selvagens, aparecia não apenas um grande Pã, mas também pequenos Pãs, Paniskoi, que desempenhavam o mesmo papel dos Sátiros".
Heródoto escreveu que, de acordo com a cronologia egípcia, Pã era o mais antigo dos deuses; mas, de acordo com a versão em que Pã era filho de Hermes e Penélope, ele nasceu apenas oitocentos anos antes de Heródoto, e portanto, após a Guerra de Troia. Heródoto concluiu que seria nessa época que os gregos aprenderiam o nome de Pã pela primeira vez.

## Mitologia

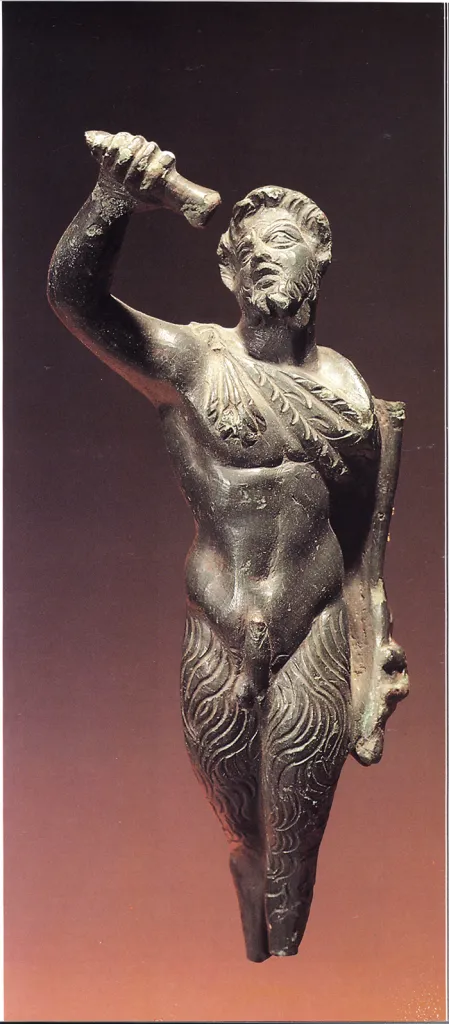
Estatueta de bronze de Pã datada do início do período helenístico (século III a.C.) descoberta em Butroto, Albânia

### Batalha com Tifão

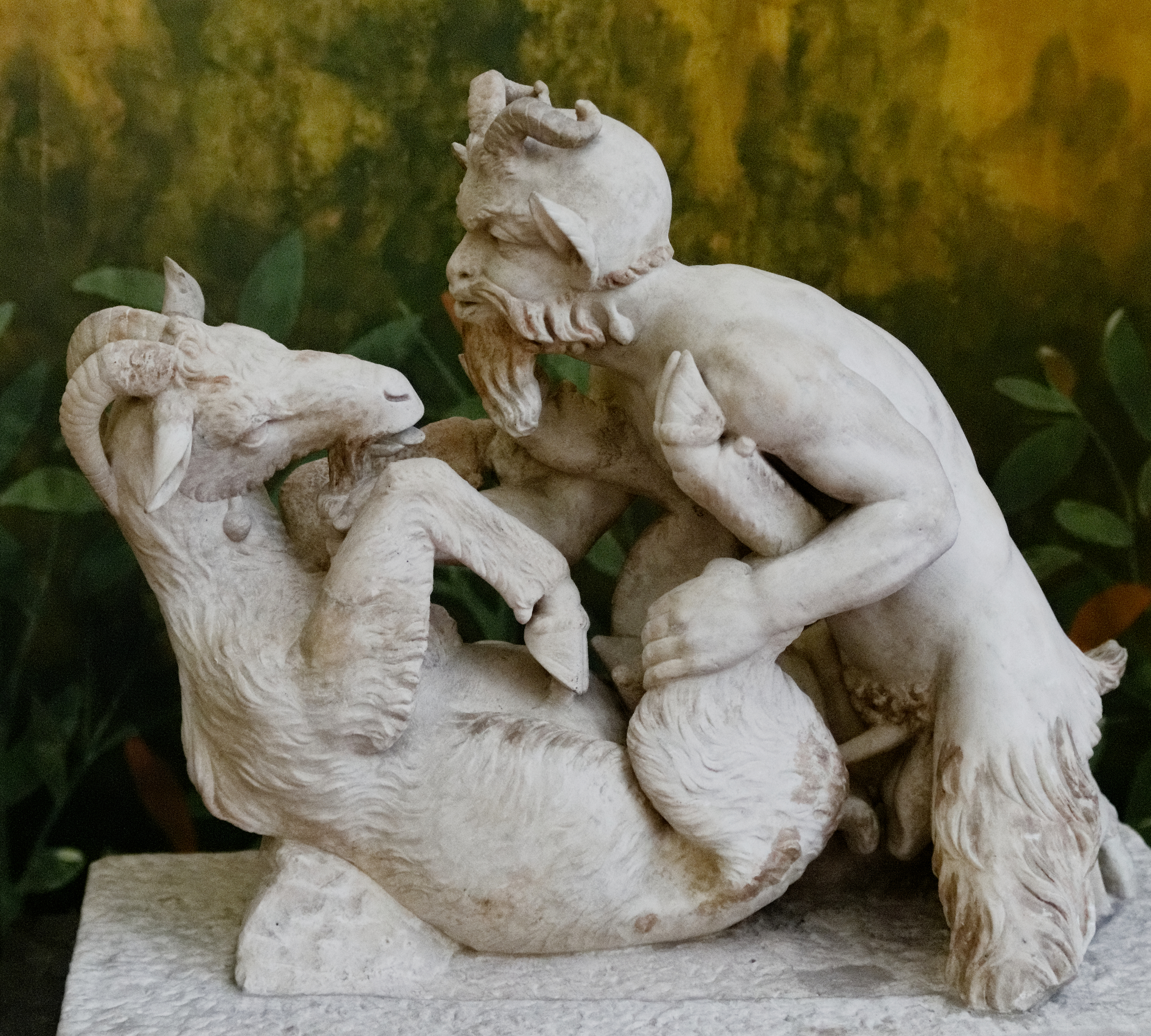
Sexo entre Pã e uma cabra. Estátua da Vila dos Papiros, Herculano. Mármore. Museu Arqueológico Nacional, Nápoles. Primeiro século a.C. – primeiro século d.C.

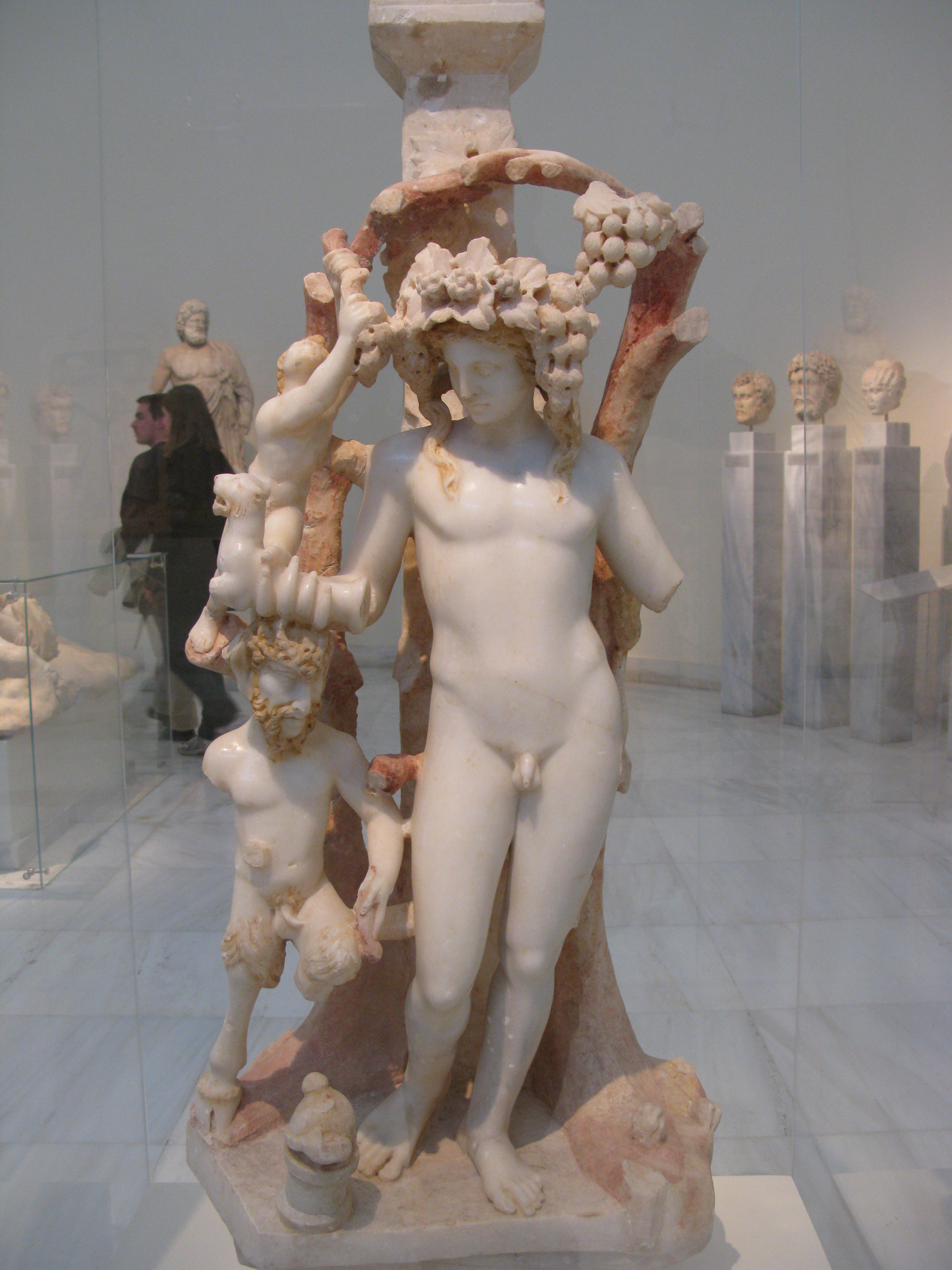
Suporte de mesa de mármore adornado por um grupo que inclui Dioniso, Pã e um sátiro; Dioniso segura um ríton (recipiente para beber) em forma de pantera; traços de cor vermelha e amarela são preservados nos cabelos das figuras e nos ramos; de uma oficina na Ásia Menor, 170–180 d.C. Museu Arqueológico Nacional, Atenas, Grécia

O deus-bode Egipã foi criado por Amalteia com o bebê Zeus em Creta. Na batalha de Zeus com Tifão, Egipã e Hermes roubaram os "tendões" de Zeus que Tifão havia escondido na Caverna de Corícia. Pã ajudou seu irmão adotivo na batalha contra os Titãs soltando um grito horrível e espalhando-os aterrorizados. Segundo algumas tradições, Egipã era filho de Pã, e não de seu pai. A constelação de Capricórnio é tradicionalmente representada como um bode marinho, um bode com cauda de peixe (veja Aigaion "semelhante a um bode", chamado Briareos, um dos Hecatônquiros). Um mito relatado como "egípcio" na Astronomia Poética de Higino (que parece ter sido inventado para justificar uma conexão de Pã com Capricórnio)[citação necessária] diz que quando Egipã—isto é, Pã em seu aspecto de deus-bode— foi atacado pelo monstro Tifão, ele mergulhou no rio Nilo; as partes acima da água permaneceram como um bode, mas aquelas debaixo d'água se transformaram em um peixe.

### Aspectos eróticos
Pã é famoso por suas proezas sexuais e é frequentemente retratado com um falo. Diógenes de Sínope, brincando, relatou o mito de Pã aprendendo a se masturbar com seu pai, Hermes, e ensinando o hábito aos pastores.
Havia uma lenda de que Pã seduziu a deusa da lua Selene, enganando-a com um pedaço de lã de ovelha.
Um dos famosos mitos de Pã envolve a origem de sua flauta de Pã, feita de pedaços de junco oco. Siringe era uma adorável ninfa dos bosques da Arcádia, filha de Ladão, o deus-rio. Certo dia, quando ela retornava da caçada, Pã a encontrou. Para escapar de suas importunações, a bela ninfa fugiu e não parou para ouvir seus cumprimentos. Ele a perseguiu do Monte Liceu até que ela chegou às irmãs, que imediatamente a transformaram em um junco. Quando o ar soprava através dos juncos, produzia uma melodia lamentosa. O deus, ainda encantado, pegou alguns dos juncos, porque não conseguia identificar em qual deles ela se transformou, e cortou sete pedaços (ou, de acordo com algumas versões, nove), uniu-os lado a lado em comprimentos gradualmente menores, e formou o instrumento musical que levava o nome de sua amada Siringe. Daí em diante, Pã raramente era visto sem ela.
Eco era uma ninfa que era uma grande cantora e dançarina e desprezava o amor de qualquer homem. Isso enfureceu Pã, um deus lascivo, e ele ordenou que seus seguidores a matassem. Eco foi despedaçada e espalhada por toda a Terra. A deusa da Terra, Gaia, recebeu os pedaços de Eco, cuja voz permanece repetindo as últimas palavras dos outros. Em algumas versões, Eco e Pã tiveram dois filhos: Iambe e Iynx. Em outras versões, Pã se apaixonou por Eco, mas ela desprezava o amor de qualquer homem e ficava encantada com Narciso. Como Eco foi amaldiçoada por Hera a repetir apenas palavras ditas por outra pessoa, ela não conseguia falar por si mesma. Ela seguiu Narciso até um lago, onde ele se apaixonou por seu próprio reflexo e se transformou em uma flor de narciso. Eco desapareceu, mas sua voz ainda podia ser ouvida em cavernas e outros lugares semelhantes.
Pã também amava uma ninfa chamada Pítis, que foi transformada em um pinheiro para escapar dele. Em outra versão, Pã e o deus do vento norte, Bóreas, entraram em conflito pela adorável Pítis. Bóreas arrancou todas as árvores para impressioná-la, mas Pã riu e Pítis o escolheu. Bóreas então a perseguiu e a jogou de um penhasco, resultando em sua morte. Gaia sentiu pena de Pitys e a transformou em um pinheiro.
De acordo com algumas tradições, Pã ensinou Dáfnis, um filho rústico de Hermes, a tocar flauta de Pã, e também se apaixonou por ele.
Mulheres que tinham relações sexuais com vários homens eram chamadas de "garotas de Pã".

### Pânico
Perturbado em seus cochilos isolados da tarde, o grito de raiva de Pan inspirava pânico (panikon deima) em lugares solitários. Após o ataque dos Titãs ao Olimpo, Pã reivindicou o crédito pela vitória dos deuses por ter amedrontado os atacantes. Na Batalha de Maratona (490 a.C.), diz-se que Pã favoreceu os atenienses e, assim, inspirou pânico nos corações de seus inimigos, os persas.

### Música

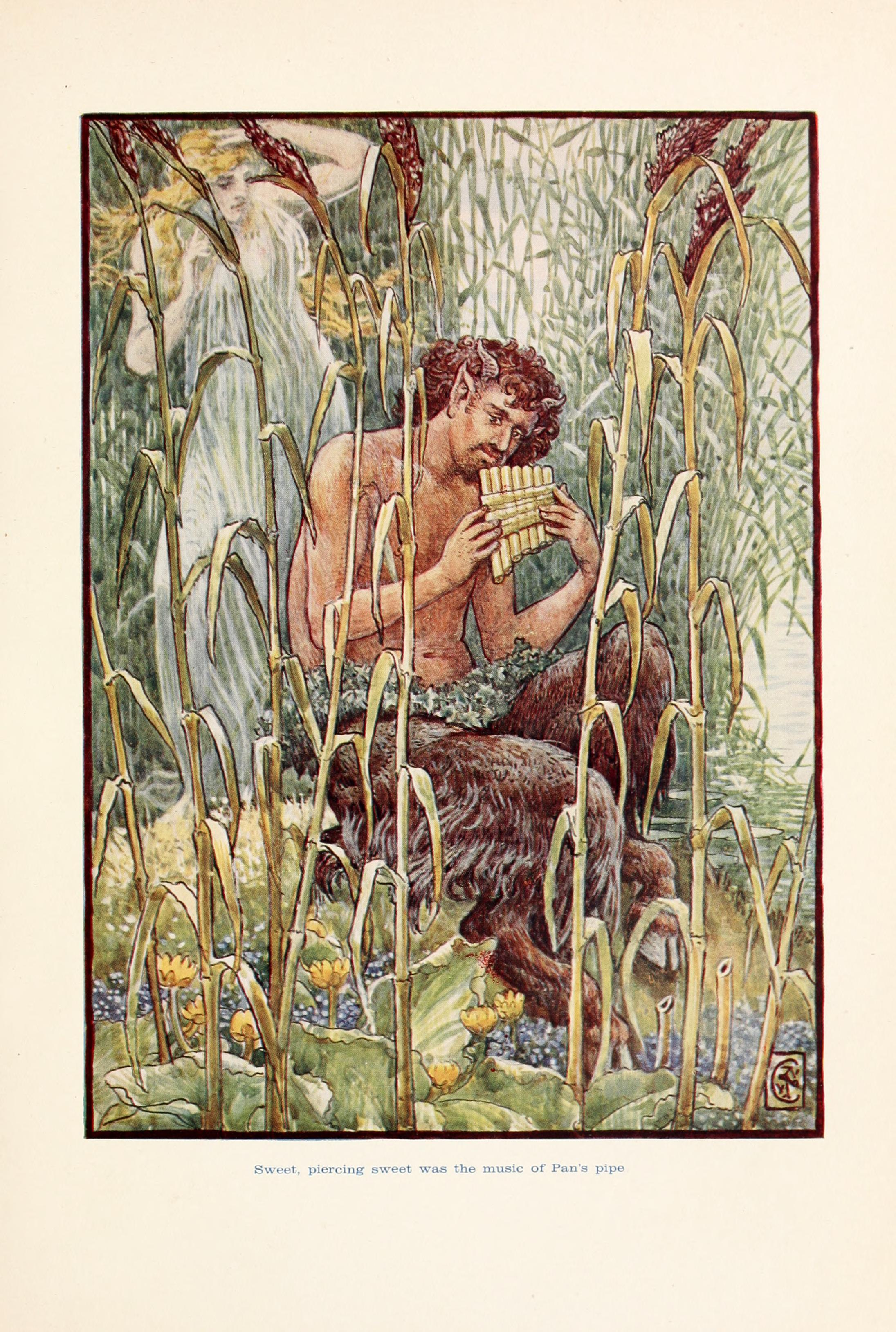
"Doce, penetrantemente doce era a música da flauta de Pã", diz a legenda desta representação de Pã (por Walter Crane)

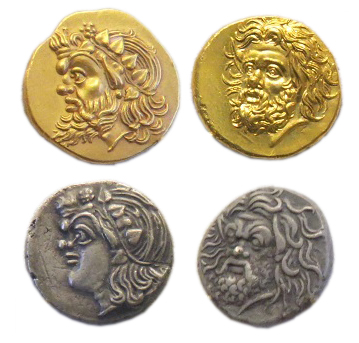
Representações de Pã nas moedas Pantikapaion de ouro e prata do século IV a.C.

Em duas fontes romanas tardias, Higino e Ovídio, Pã é substituído pelo sátiro Mársias no tema de uma competição musical (agon), e a punição por esfolamento é omitida.
Certa vez, Pã teve a audácia de comparar sua música com a de Apolo e desafiá-lo, o deus da lira, para um teste de habilidade. Timolo, o deus da montanha, foi escolhido para julgar. Pã soprou sua flauta e deu grande satisfação com sua melodia rústica a si mesmo e a seu fiel seguidor, Midas, que por acaso estava presente. Então Apolo tocou as cordas de sua lira. Tmolus imediatamente concedeu a vitória a Apolo, e todos, exceto Midas, concordaram com a decisão. Midas discordou e questionou a justiça da decisão. Apolo não toleraria mais um par de orelhas tão depravadas e transformou as orelhas de Midas nas de um burro.

### Todos os Pãs
Pã podia se multiplicar em um enxame de Pãs e até receber nomes individuais, como na obra Dionísiaca de Nono, onde o deus Pã tinha doze filhos que ajudaram Dioniso em sua guerra contra os índios. Seus nomes eram Quelaneu, Argennon, Aigikoros, Eugeneios, Omester, Daphoenus, Fobos, Filamnos, Xantos, Glauco, Argos, e Forbas.
Dois outros Pãs eram Agreu e Nômio. Ambos eram filhos de Hermes, sendo a mãe de Agreu a ninfa Sose, uma profetisa: ele herdou o dom da profecia de sua mãe e também era um caçador habilidoso. A mãe de Nômios era Penélope (não a mesma esposa de Odisseu). Ele era um excelente pastor, sedutor de ninfas e músico de flautas pastorais. A maioria das histórias mitológicas sobre Pã são, na verdade, sobre Nômios, não sobre o deus Pã. Embora Agreu e Nômio pudessem ser dois aspectos diferentes do Pã original, refletindo sua natureza dupla como um profeta sábio e uma besta lasciva.
Egipã, literalmente "bode-Pã", era um Pã totalmente bode, em vez de meio bode e meio homem. Quando os olimpianos fugiram do monstruoso gigante Tifão e se esconderam em forma animal, Egipã assumiu a forma de um bode com cauda de peixe. Mais tarde, ele ajudou Zeus em sua batalha contra Tifão, recuperando os tendões roubados de Zeus. Como recompensa, o rei dos deuses o colocou entre as estrelas como a Constelação de Capricórnio. A mãe de Egipã, Aix (a cabra), talvez fosse associada à constelação de Capra.
Sybarios era um Pã italiano adorado na colônia grega de Síbaris, na Itália. O Pã sibarita foi concebido quando um pastor sibarita chamado Krathis copulou com uma linda cabra de seu rebanho.

## "O grande deus Pã está morto"

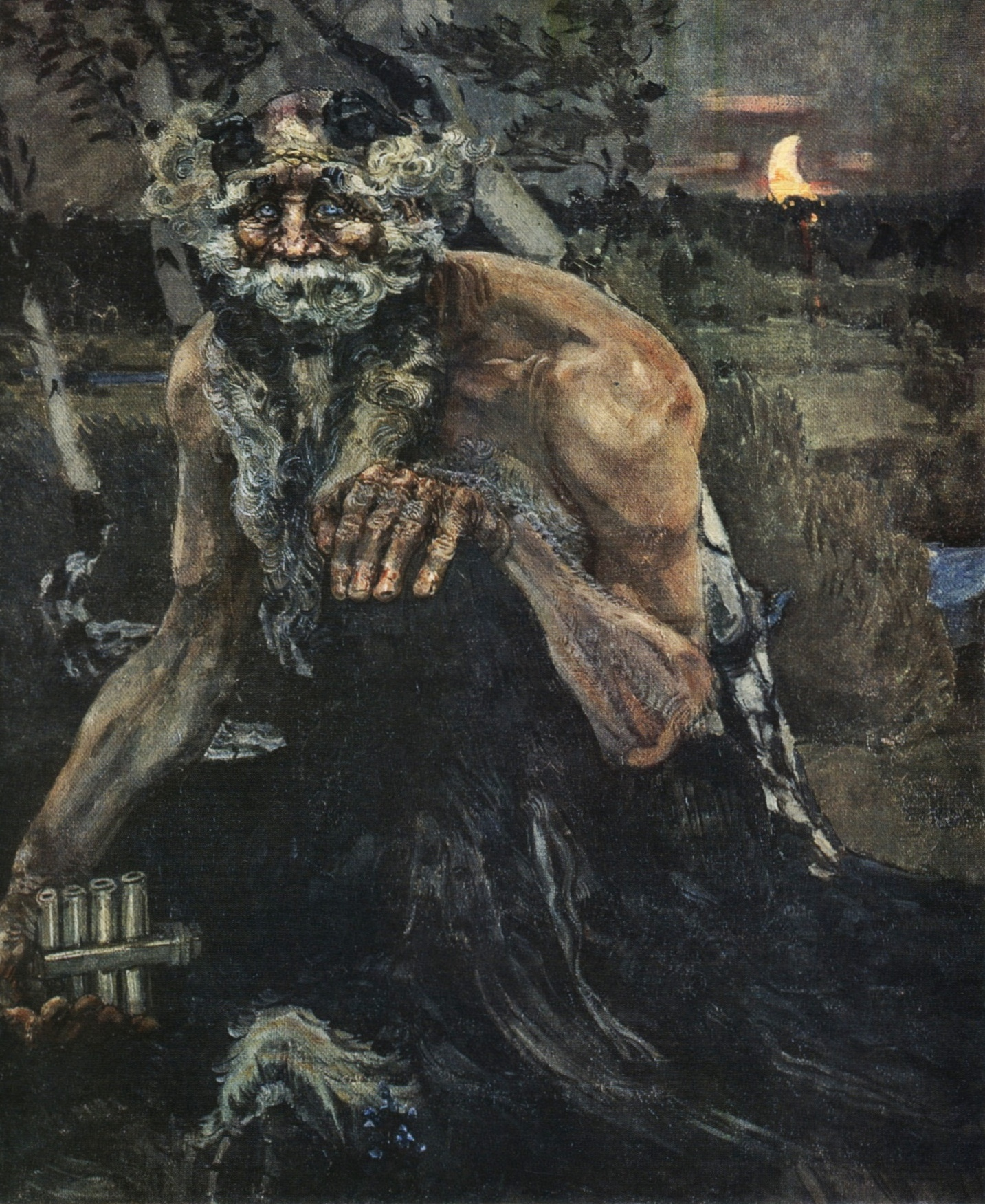
Pan, pintura de Mikhail Vrubel em 1899.

Em De defectu oraculorum ("A Obsolescência dos Oráculos"), de Pseudo-Plutarco, Pã é o único deus grego que realmente morre. Durante o reinado de Tibério (14-37 d.C.), a notícia da morte de Pã chegou a um certo Thamus, um marinheiro a caminho da Itália, passando pela ilha grega de Paxos. Uma voz divina o saudou através das águas salgadas: "Thamus, você está aí? Quando chegar a Palodes, tenha o cuidado de proclamar que o grande deus Pã está morto." O que Thamus fez, e a notícia foi recebida da costa com gemidos e lamentos.
Apologistas cristãos, incluindo Eusébio de Cesareia, há muito tempo dão grande importância à história de Plutarco sobre a morte de Pã. Como a palavra "todos" em grego também é "pã", foi criado um trocadilho com a frase "todos os demônios" que pereceram.
No Quarto Livro de Pantagruel de Rabelais (século XVI), o Gigante Pantagruel, após relembrar a história contada por Plutarco, opina que o anúncio era na verdade sobre a morte de Jesus Cristo, que ocorreu mais ou menos na mesma época (perto do fim do reinado de Tibério), observando a adequação do nome: "pois ele pode ser legitimamente chamado em grego de Pã, visto que ele é o nosso tudo. Pois tudo o que somos, tudo o que vivemos, tudo o que temos, tudo o que esperamos, é ele, por ele, dele e nele." Nesta interpretação, Rabelais seguia Guillaume Postel no seu De orbis terrae concordia.
A visionária do século XIX, Anne Catherine Emmerich, em uma reviravolta sem igual, afirma que a frase "o Grande Pã" era na verdade um epíteto demoníaco para Jesus Cristo, e que "Thamus, ou Tramus" era um vigia no porto de Niceia, que, na época de outros eventos espetaculares em torno da morte de Cristo, foi então contratado para espalhar essa mensagem, que mais tarde foi distorcida "em repetição".
Nos tempos modernos, G. K. Chesterton repetiu e ampliou o significado da "morte" de Pã, sugerindo que com a "morte" de Pã veio o advento da teologia. Nesse sentido, Chesterton afirmou: "Diz-se, com razão, que Pã morreu porque Cristo nasceu. É quase tão verdadeiro, em outro sentido, que os homens sabiam que Cristo nasceu porque Pã já estava morto." Um vazio foi criado pelo mundo desaparecido de toda a mitologia da humanidade, que teria asfixiado como um vácuo se não tivesse sido preenchido com teologia." Foi interpretado com significados simultâneos em todos os quatro modos de exegese medieval: literalmente como fato histórico e alegoricamente como a morte da ordem antiga com a chegada da nova.
Em tempos mais modernos, alguns sugeriram uma possível explicação naturalista para o mito. Por exemplo, Robert Graves (The Greek Myths) relatou uma sugestão feita por Salomon Reinach e expandida por James S. Van Teslaar de que os marinheiros realmente ouviram os gritos excitados dos adoradores de Tamuz, Θαμούς πανμέγας τέθνηκε (Thamoús panmégas téthnēke, "O todo-grande Tamuz está morto!"), e os interpretaram erroneamente como uma mensagem dirigida a um marinheiro egípcio chamado 'Thamus': "O Grande Pã está morto!" Van Teslaar explica, "[n]a sua verdadeira forma, a frase provavelmente não teria significado algum para aqueles a bordo, que não deviam estar familiarizados com a adoração de Tamuz, que foi transplantada e, portanto, para aquelas partes, um costume exótico." Certamente, quando Pausânias viajou pela Grécia cerca de um século depois de Plutarco, encontrou os santuários, cavernas e montanhas sagradas de Pã ainda muito frequentados. No entanto, uma explicação naturalista pode não ser necessária. Por exemplo, William Hansen mostrou que a história é bastante semelhante a uma classe de contos amplamente conhecidos, conhecidos como Fairies Send a Message.
O grito "O Grande Pã está morto" atraiu poetas como John Milton, em sua celebração extática da paz cristã, On the Morning of Christ's Nativity, linha 89, Elizabeth Barrett Browning, e Louisa May Alcott.

## Influência

### Iconografia

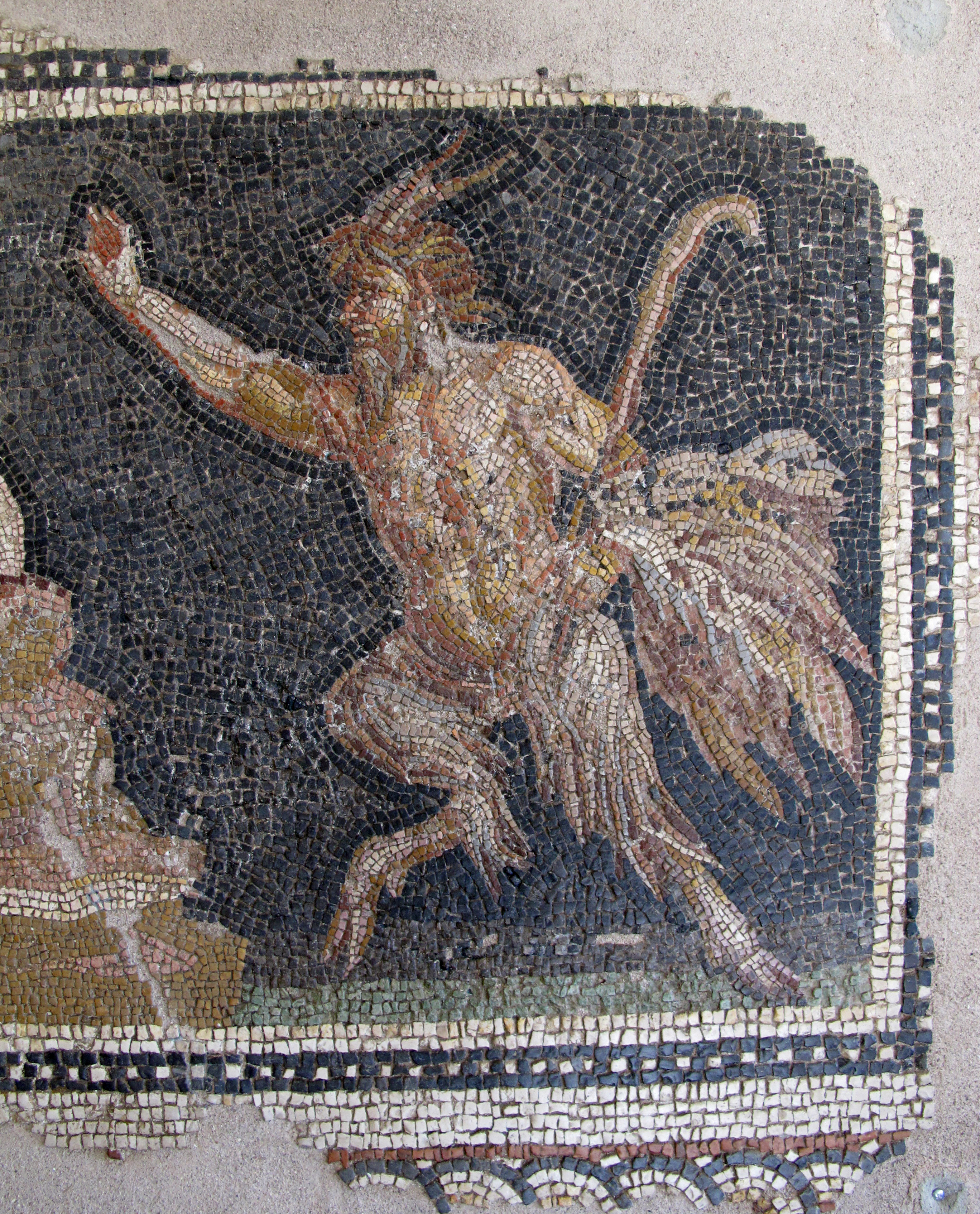
Antigo mosaico romano mostrando um Pã com chifres e pernas de bode segurando um cajado de pastor. Grande parte da iconografia tradicional de Satanás aparentemente deriva de Pã.

As representações de Pã influenciaram as representações populares convencionais do Diabo.

### Renascimento literário

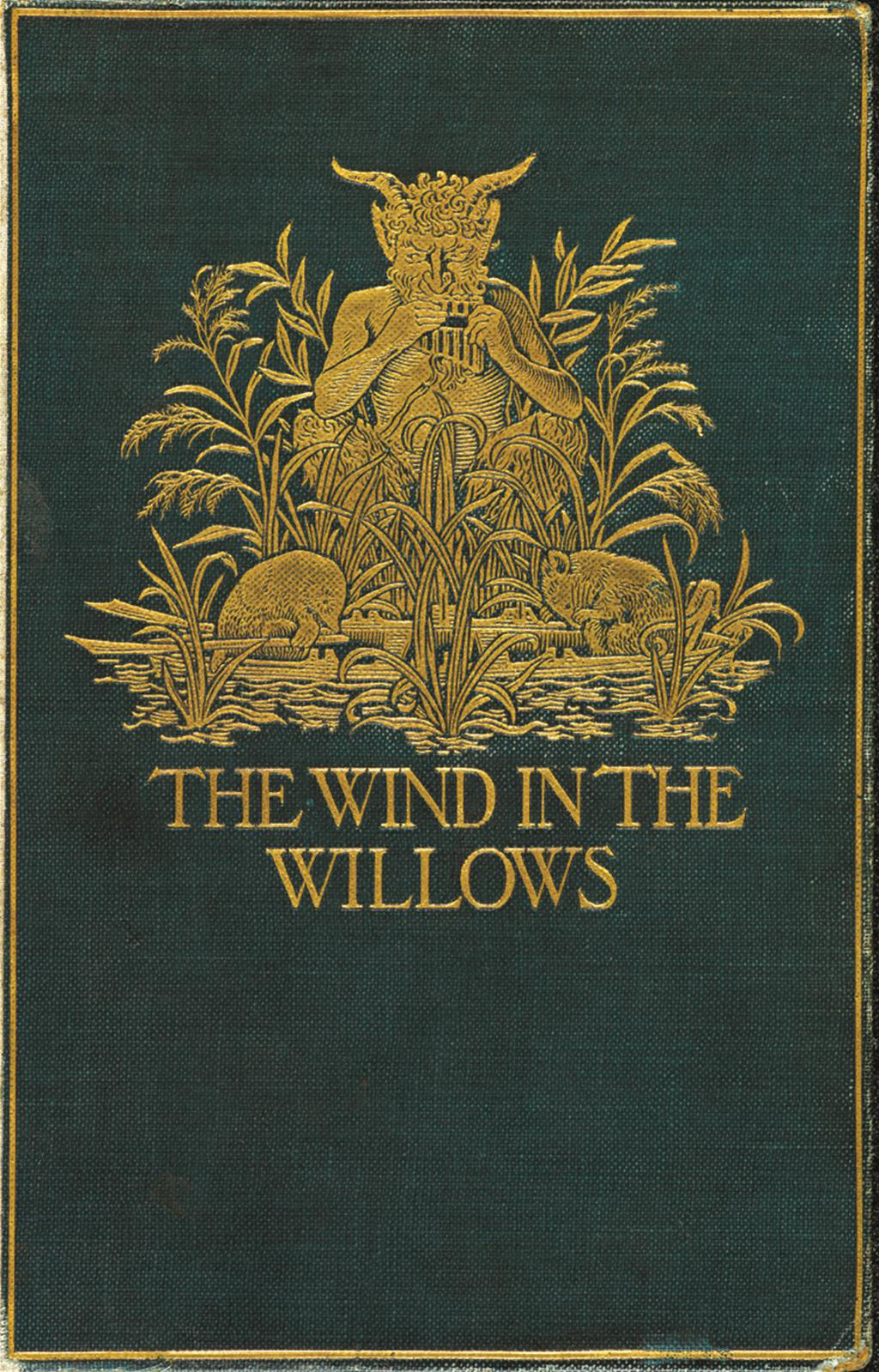
Pã retratado na capa de The Wind in the Willows

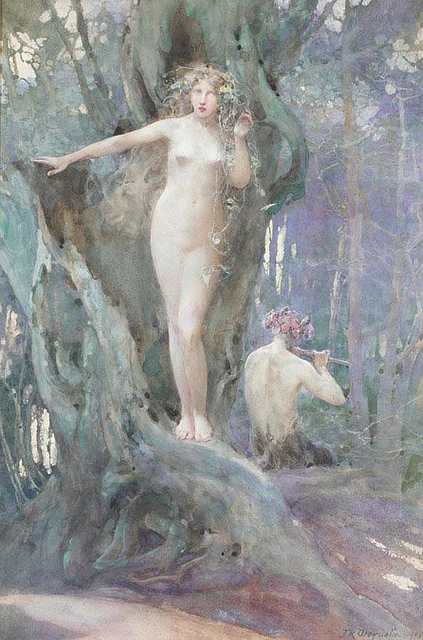
A Magia da Flauta de Pã, de John Reinhard Weguelin (1905)

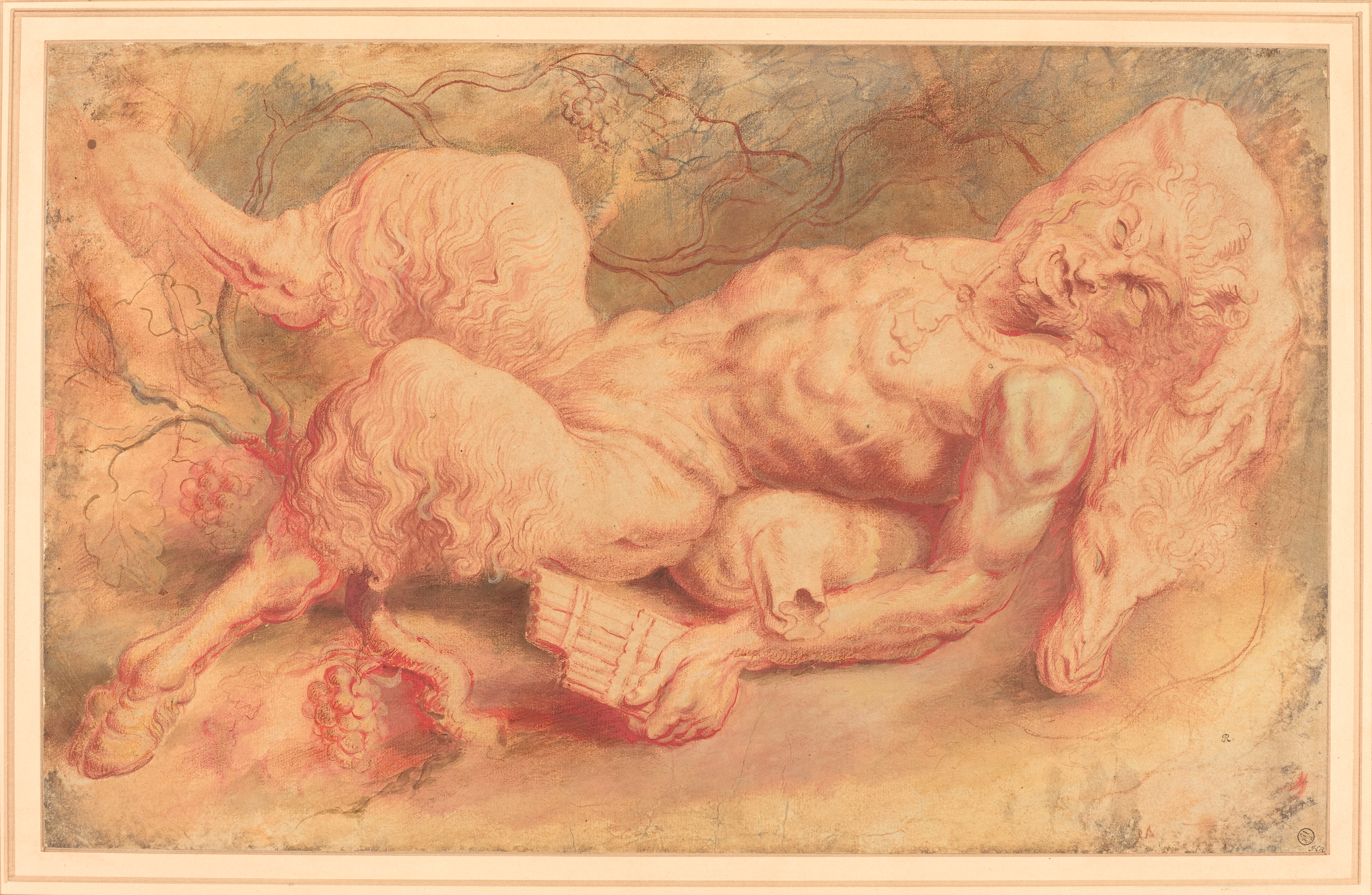
Pã Reclinando, de Peter Paul Rubens. possivelmente c. 1610. Exposto na Galeria Nacional de Arte

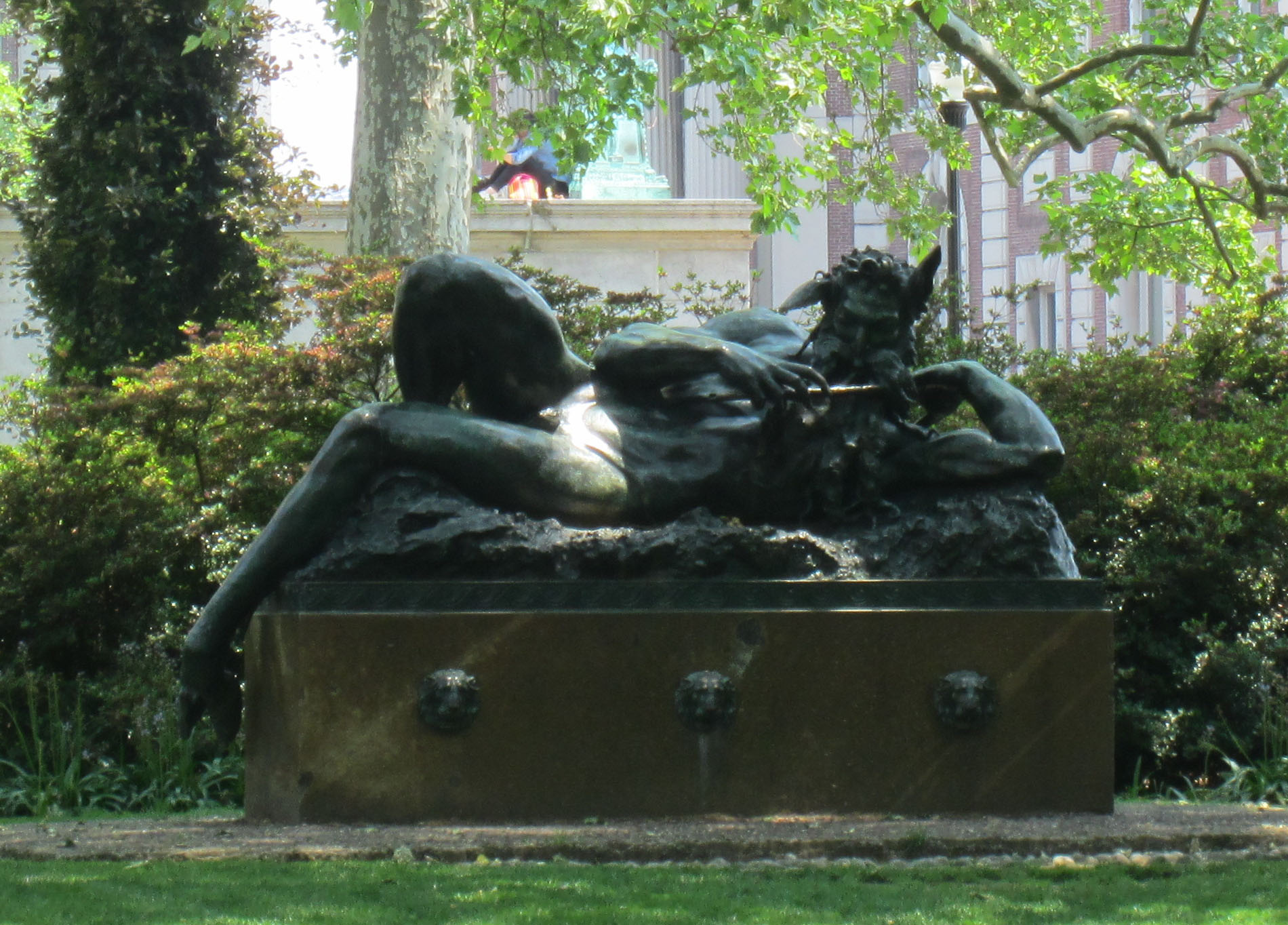
O Grande Deus Pã, de George Grey Barnard. 1899. Universidade Columbia, Nova York

No final do século XVIII, o interesse por Pã renasceu entre os estudiosos liberais. Richard Payne Knight discutiu Pã em seu Discourse on the Worship of Priapus (1786) como um símbolo da criação expressa através da sexualidade. "Pã é representado despejando água sobre o órgão da geração; isto é, revigorando o poder criativo ativo pelo elemento prolífico."
"Endymion" (1818), de John Keats, abre com um festival dedicado a Pã, onde um hino estrofe é cantado em sua homenagem. Keats extraiu a maior parte de seu relato das atividades de Pã dos poetas elisabetanos. Douglas Bush observa: "O deus-bode, a divindade tutelar dos pastores, há muito tempo é alegorizado em vários níveis, de Cristo à 'Natureza Universal' (Sandys); aqui ele se torna o símbolo da imaginação romântica, do conhecimento supra mortal."
No final do século XIX, Pã tornou-se uma figura cada vez mais comum na literatura e na arte. Patricia Merivale afirma que entre 1890 e 1926 houve um "ressurgimento surpreendente do interesse pelo tema de Pã". Ele aparece em poesia, romances e livros infantis, e é referenciado no nome do personagem Peter Pan. Nas histórias de Peter Pan, Peter representa uma era de ouro da pré-civilização tanto nas mentes de crianças muito pequenas (antes da enculturação e da educação), quanto no mundo natural fora da influência dos humanos. O personagem de Peter Pan é charmoso e egoísta, enfatizando nossa confusão cultural sobre se os instintos humanos são naturais e bons, ou incivilizados e ruins. J. M. Barrie descreve Peter como "um meio-termo", parte animal e parte humano, e usa esse recurso para explorar muitas questões da psicologia humana e animal nas histórias de Peter Pan.
A novela de Arthur Machen, O Grande Deus Pã, de 1894, usa o nome do deus em uma comparação sobre o mundo inteiro sendo revelado como realmente é: "ver o Grande Deus Pã". A novela é considerada por muitos (incluindo Stephen King) como uma das maiores histórias de terror já escritas.
Em um artigo na revista Hellebore, Melissa Edmundson argumenta que mulheres escritoras do século XIX usaram a figura de Pã "para reivindicar a agência em textos que exploravam o empoderamento feminino e a liberação sexual". No poema "Pan-Worship", de Eleanor Farjeon, o narrador tenta invocar Pã à vida após sentir "um anseio em mim", desejando uma "maré de primavera" que substitua o "outono" estagnado da alma. Uma versão sombria da sedução de Pã aparece em Robin's Rath, de Margery Lawrence, dando e tirando vida e vitalidade.
Pã é o homônimo "Piper at the Gates of Dawn" no sétimo capítulo de The Wind in the Willows (1908), de Kenneth Grahame. O Pã de Grahame, sem nome, mas facilmente reconhecível, é um deus da natureza poderoso, porém reservado, protetor dos animais, que lança um feitiço de esquecimento sobre todos aqueles a quem ajuda. Ele faz uma breve aparição para ajudar o Rato e a Toupeira a recuperar o filho perdido da Lontra, Portly.
O deus com pés de bode incita os moradores a ouvirem suas flautas como se estivessem em transe no romance de Lord Dunsany, The Blessing of Pan (1927). Embora o deus não apareça na história, sua energia invoca os jovens da vila para se deleitarem no crepúsculo de verão, enquanto o vigário da vila é a única pessoa preocupada com o renascimento da adoração ao antigo deus pagão.
Pã aparece como personagem de destaque em Jitterbug Perfume (1984), de Tom Robbins.
O escritor e editor britânico Mark Beech, da Egaeus Press, publicou em 2015 a antologia de edição limitada Soliloquy for Pan, que inclui ensaios e poemas como "The Rebirthing of Pan" de Adrian Eckersley, "Pan's Pipes" de Robert Louis Stevenson, "Pan with Us" de Robert Frost, e "The Death of Pan" de Lord Dunsany. Algumas das representações ilustradas detalhadas de Pã incluídas no volume são dos artistas Giorgio Ghisi, Sir James Thornhill, Bernard Picart, Agostino Veneziano, Vincenzo Cartari, e Giovanni Battista Tiepolo.
Nos romances de Percy Jackson, o autor Rick Riordan usa a citação "O Grande Deus Pã está morto" como ponto da trama no romance The Sea of Monsters, e em The Battle of the Labyrinth, Pã é revelado em um estado de meia-morte.

### Renascimento na música
Pã inspirou peças de música clássica de Claude Debussy. Syrinx, escrita como parte da música incidental da peça Psyché, de Gabriel Mourey, era originalmente chamada de "Flûte de Pan". Prélude à l'après-midi d'un faune foi baseado em um poema de Stéphane Mallarmé.
A história de Pã é a inspiração para o primeiro movimento da obra de Benjamin Britten para oboé solo, Six Metamorphoses after Ovid a apresentou pela primeira vez em 1951. Inspirado por personagens da obra de quinze volumes de Ovídio, Metamorfoses, Britten intitulou o movimento "Pan: who played upon the reed pipe which was Syrinx, his beloved".
A banda de rock britânica Pink Floyd batizou seu primeiro álbum de The Piper at the Gates of Dawn, em referência a Pã, que aparece em The Wind in the Willows. Andrew King, empresário do Pink Floyd, disse que Syd Barrett "achava que Pã lhe dera uma compreensão de como a natureza funciona. Isso moldou sua visão holística do mundo".
Brian Jones, um membro fundador dos The Rolling Stones, identificou-se fortemente com Pã. Ele produziu o álbum ao vivo Brian Jones Presents the Pipes of Pan at Joujouka, sobre um festival marroquino que evocava os antigos ritos romanos de Pã.
O músico Mike Scott, do Waterboys, se refere a Pã como uma força arquetípica dentro de todos nós e fala sobre sua busca por "The Pan Within", um tema também refletido na sequência da música, "The Return of Pan".

### Adoração renascida
Na cidade inglesa de Painswick, em Gloucestershire, um grupo de nobres do século XVIII, liderados por Benjamin Hyett, organizou uma procissão anual dedicada a Pã, durante a qual uma estátua da divindade era erguida no alto, e as pessoas gritavam "Highgates! Highgates!". Hyett também ergueu templos e folguedos para Pã nos jardins de sua casa e uma "cabana de Pã", localizada no Vale de Painswick. A tradição desapareceu na década de 1830, mas foi retomada em 1885 por um novo vigário, W. H. Seddon, que erroneamente acreditava que o festival tinha origem antiga. Um dos sucessores de Seddon, no entanto, era menos adepto do festival pagão e o encerrou em 1950, quando mandou enterrar a estátua de Pã.
Os ocultistas Aleister Crowley e Victor Neuburg construíram um altar para Pã em Da'leh Addin, uma montanha na Argélia, onde realizaram uma cerimônia mágica para invocar o deus. No rito final da peça ritual de 1910, Os Ritos de Elêusis, escrita por Crowley, Pã "remove o véu final, revelando a criança Hórus, que representa o elemento eterno e divino da humanidade".

### Neopaganismo
Em 1933, a egiptóloga Margaret Murray publicou o livro The God of the Witches, no qual teorizou que Pã era apenas uma forma de um deus com chifres que era adorado em toda a Europa por um culto de bruxas. Essa teoria influenciou a noção neopagã do Deus Cornífero, como um arquétipo de virilidade e sexualidade masculina. Na Wicca, o arquétipo do Deus Cornífero é muito importante, representado por divindades como o celta Cernunnos, o hindu Pashupati, e o grego Pã.